# El abuelo que saltó por la ventana y se largó (película)
El abuelo que saltó por la ventana y se largó (sueco: Hundraåringen som klev ut genom fönstret och försvann) es una comedia sueca estrenada el 25 de diciembre de 2013 en Suecia y el resto de países escandinavos, basada en la novela homónima de Jonas Jonasson y dirigida por Felix Herngren. La película fue proyectada en la Berlinale Special Gala del 64.º Festival Internacional de Cine de Berlín. La película se estrenó en España el 11 de julio de 2014.

## Argumento
Allan Karlsson, un hombre ordinario con un destino extraordinario, que vivió la guerra y conoció a los personajes más influyentes, está a punto de cumplir 100 años. Antes de que las enfermeras de su geriátrico terminen de preparar su tarta de cumpleaños, con sus inevitables 100 velas, decide dejar a todo el mundo plantado, saltar por la ventana y huir lo más lejos posible sin tener idea de adónde se dirige. En su periplo se verá perseguido por temibles mafiosos a quienes arrebata sin saberlo una maleta con 50 millones de coronas y por los policías que persiguen a estos.
Mientras se desarrolla la trama, diversos flashbacks muestran los hechos más importantes de la vida del futuro centenario, a lo largo de la cual se vio abocado a cambiar de manera decisiva el curso de la historia sin ni siquiera darse cuenta.

## Reparto
- Robert Gustafsson como Allan Karlsson.
- Iwar Wiklander como Julius.
- David Wiberg como Benny.
- Mia Skäringer como Gunilla.
- Jens Hultén como Gäddan.
- Bianca Cruzeiro como Caracas.
- Alan Ford como Pim.
- Sven Lönn como Hinken.
- David Shackleton como Herbert Einstein.
- Georg Nikoloff como Popov.
- Sibylle Bernardin como Amanda Einstein.